# 冰洁 (搜救犬)
冰洁（2007年－2021年10月2日），是中华人民共和国南京消防的一隻搜救犬，曾在2008年汶川大地震救援行动中搜救出13条生命，亦是参与过彼时搜救工作的搜救犬中，最后一只离世的。其训练员为欧阳洪洪。

## 主要搜救行动
2008年汶川大地震、2008年中国雪灾、2010年南京“7·28”爆炸事故、2014年昆山中荣工厂爆炸事故、2016年江苏阜宁盐城龙卷风冰雹灾害。